# Yimnashana
Yimnashana (лат.) — род жуков-усачей из подсемейства Lamiinae (Cerambycidae). Юго-Восточная Азия.

## Описание
Жуки-усачи мелкого размера, длина тела менее 1 см. Отличается следующими признаками: i) глаза выемчатые или почти разделенные; ii) нижние доли глаз маленькие; iii) усики с базальными восемью члениками, окаймленными длинными приподнятыми щетинками, и остальные без таких щетинок; iv) переднеспинка с небольшим выступом с каждой стороны и парой остистых бугорков на диске; v) заднегрудь относительно короткая (длиннее, чем у Tinkhamia, но короче, чем у Gyaritus). Зубцы торчат как на переднеспинке, так и на основании овальных надкрылий; укороченная заднегрудь и перепончатые задние крылья атрофированы, сужены кзади, не достигают вершины брюшка.

## Классификация и этимология
Род был впервые описан в 1937 году и включён в состав трибы Gyaritini из подсемейства Lamiinae (семейство Cerambycidae).
- Подрод Yimnashana (или род в узком составе)
  - Yimnashana alfredi Gouverneur & Vitali, 2016 — Лаос[2]
  - Yimnashana befui Vitali & Gouverneur, 2017 — Малайзия[1]
  - Yimnashana bezarki Vitali & Gouverneur, 2017 — Вьетнам[1]
  - Yimnashana denticulata Gressitt, 1937 — Китай[5]

- Подрод Tinkhamia Gressitt, 1937 (или отдельный род)[5]
  - Yimnashana borneana Vives & Heffern, 2021 — Малайзия (Сабах, остров Калимантан)[4]
  - Yimnashana hamulata (Gressitt, 1937) — Китай[5]
  - Yimnashana validicornis (Gressitt, 1951) — Китай[6]

- Исключённые виды
  - Yimnashana ceylonica Breuning, 1961 (перенесён в Ceylania) — Шри-Ланка[7]
  - Yimnashana lungtauensis Gressitt, 1951 (перенесён в Gyaritus) — Китай[6]
  - Yimnashana theae Gressitt, 1951 (перенесён в Gyaritus) — Китай[6]
  - Yimnashana wakaharai Yamasako, Hasegawa & Ohbayashi, 2012 (перенесён в Elegantogyaritus) — Лаос[3]